# 千葉県立特別支援学校市川大野高等学園
千葉県立特別支援学校市川大野高等学園（ちばけんりつ とくべつしえんがっこう いちかわおおのこうとうがくえん）は、千葉県市川市大野町に所在する高等部単独の特別支援学校である。軽度の知的障害のある生徒を対象に職業教育を行っており、4学科・9コースを設置している。2012年（平成24年）に開校した。

## 概要
本校の通学区域は千葉県全域にわたっており、公共交通機関などを利用して通学する生徒が多い。寄宿舎は設置されていない。制服はブレザータイプで、スラックスまたはスカートを選択することができる。

## 学科・定員
| 学科           | 定員 | コース                                                           |
| -------------- | ---- | ---------------------------------------------------------------- |
| 園芸技術科     | 24名 | ・農業コース ・園芸コース                                        |
| 工業技術科     | 24名 | ・木工コース ・窯業コース                                        |
| 生活デザイン科 | 24名 | ・ソーイングデザインコース ・染織デザインコース                  |
| 流通サービス科 | 24名 | ・フードサービスコース ・流通コース ・メンテナンスサービスコース |

1学年定員96名（各学科3学級、1学級8名）、全体で3学年計288名。

## 選考
入学にあたっては、学力検査（国語・ 数学・理科・社会）、運動能力検査、作業能力検査、面接が実施される。

## 部活動
運動部
- サッカー部
- 卓球部
- 陸上部
- フライングディスク部
- テニス部
- ソフトボール部
- バスケットボール部

文化部
- 美術部
- ボードゲーム部
- 音楽部
- パソコン部

## 出版
- 『市川大野高等学園版　デュアルシステムの理論と実践　生徒一人一人のキャリア発達を大切にした学校づくり』（宮﨑英憲 監修、ジアース教育新社、2015年）

## 施設概要
- 校地面積：40,876.00㎡
- 管理・特別教室棟：3,162.01㎡
- 普通・特別教室棟：3,000.63㎡
- 体育館：2,829.39㎡

## 所在地
〒272-0805　千葉県市川市大野町4丁目2274番地

## アクセス
JR武蔵野線「市川大野駅」より徒歩約19分